# El despertar (pel·lícula de 1946)

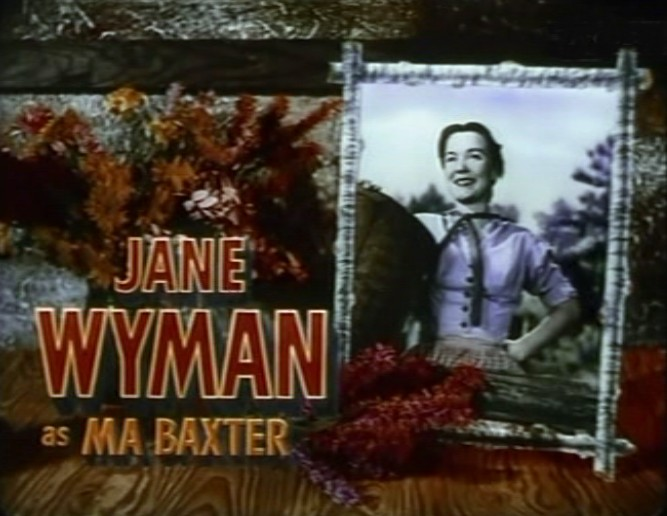
Jane Wyman

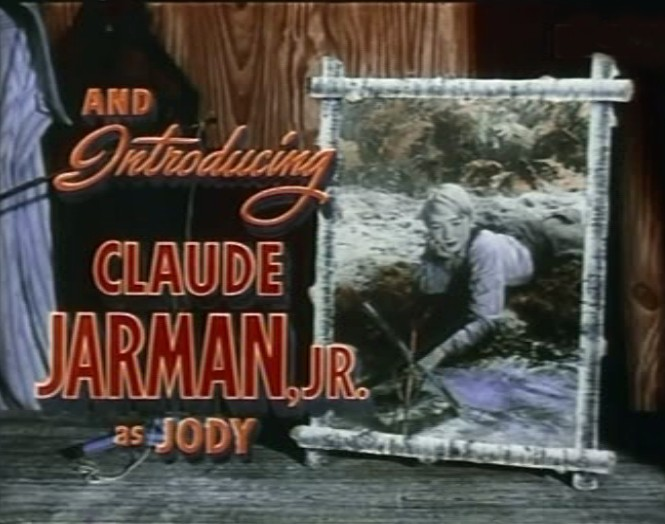
Claude Jarman Jr

 El despertar  (original: The Yearling) és una pel·lícula estatunidenca dirigida per Clarence Brown, estrenada el 1946 i basada en la novel·la The Yearling de Marjorie Kinnan Rawlings. Ha estat doblada al català

## Argument
Jody és un jove que viu amb els seus pares en una regió rural dels Estats Units. Un dia, mentre que caça amb el seu pare, aquest mata una cérvola acompanyada del seu petit. Desitjós de recollir el cervatell orfe, Jody aconsegueix convèncer els seus pares, particularment la seva mare al temperament difícil. Però amb el pas dels mesos, l'animal es fa cada vegada més incontrolable i destrueix els conreus de la granja. Jody s'ha de rendir llavors a l'evidència i prendre una decisió dolorosa.

## Repartiment
- Gregory Peck: Ezra 'Penic' Baxter
- Jane Wyman: Orry Baxter
- Claude Jarman Jr.: Jody
- Chill Wills: Buck Forrester
- Clem Bevans: Pa Forrester
- Margaret Wycherly: Ma Forrester
- Henry Travers: M. Boyles
- Forrest Tucker: Lem Forrester
- Donn Gift: Fodderwing
- Arthur Hohl (no surt als crèdits): Arch Forrester

## Premis i nominacions

### Premis
- 1947. Oscar a la millor direcció artística per Cedric Gibbons, Paul Groesse, Edwin B. Willis
- 1947. Oscar a la millor fotografia per Charles Rosher, Leonard Smith, Arthur E. Arling
- 1947. Globus d'Or al millor actor dramàtic per Gregory Peck

### Nominacions
- 1947. Oscar al millor actor per Gregory Peck
- 1947. Oscar a la millor pel·lícula
- 1947. Oscar al millor director per Clarence Brown
- 1947. Oscar a la millor actriu per Jane Wyman
- 1947. Oscar al millor muntatge per Harold F. Kress